# Аружа
23°23′48″ пд. ш. 46°19′16″ зх. д. / 23.39667° пд. ш. 46.32111° зх. д.
Аружа́ (порт. Arujá) — місто і муніципалітет бразильського штату Сан-Паулу. Складова частина міської агломерації Великий Сан-Паулу, однойменного мезорегіону та економіко-статистичного мікрорегіону Гуарульюс. Населення становить 75 тис. чоловік (2006 рік), муніципалітет займає площу 97,4 км², щільність населення — 768,9 /км². Місто було засноване 8 червня 1959 року.

## Ресурси Інтернету
- путевідник по Аружі (англ.)
- Сайт префектури [Архівовано 30 квітня 2008 у Wayback Machine.] (порт.)

| Бразилія | Це незавершена стаття з географії Бразилії. Ви можете допомогти проєкту, виправивши або дописавши її. |